# Sisters Over Flowers (émission de télévision chinoise)
Cet article concerne l'émission chinoise. Pour l'émission coréenne, voir Sisters Over Flowers.
 (août 2017).
Sisters Over Flowers ou Jiejie Over Flowers (chinois simplifié : 花样姐姐 ; pinyin : Huāyàng Jiějiě) est une émission chinoise de téléréalité diffusée sur Dragon Television du 13 mars au 31 mai 2015. Elle montre le voyage en backpacking de plusieurs acteurs et chanteurs (dont notamment Xi Meijuan, Xu Fan, Wang Lin, Lin Chi-ling, Victoria, Yang Zi, Ma Tianyu et Aarif Rahman) en Turquie et en Italie.

## Distribution

### Saison 1
| Nom                                    | Profession                                      | Statut         |
| -------------------------------------- | ----------------------------------------------- | -------------- |
| Xi Meijuan                             | actrice                                         | sœur aînée     |
| Xu Fan                                 | actrice                                         | deuxième sœur  |
| Wang Lin                               | actrice                                         | troisième sœur |
| Lin Chi-ling                           | mannequin, actrice, présentatrice de télévision | quatrième sœur |
| « Victoria » Song Qian (ép. 1-1 à 1-5) | chanteuse, actrice, présentatrice de télévision | petite sœur    |
| Yang Zi (ép. 1-5 à 1-12)               | chanteuse, actrice                              | petite sœur    |
| Ma Tianyu                              | chanteur, acteur                                | porteur        |
| Aarif Rahman                           | chanteur, acteur                                | porteur        |

### Saison 2
| Nom                          | Profession                                      | Statut         |
| ---------------------------- | ----------------------------------------------- | -------------- |
| Song Dandan                  | actrice                                         | sœur aînée     |
| Wang Lin                     | actrice                                         | deuxième sœur  |
| Lin Chi-ling                 | mannequin, actrice, présentatrice de télévision | troisième sœur |
| Jiang Yan                    | actrice                                         | quatrième sœur |
| Jin Chen                     | actrice                                         | petite sœur    |
| Aarif Rahman (ép. 2-1 à 2-6) | chanteur, acteur                                | porteur        |
| Henry Lau                    | chanteur                                        | porteur        |
| Zeng Shunxi (ép. 2-5 à 2-12) | chanteur                                        | porteur        |